# FC Bayern München in het seizoen 2016/17
Dit artikel beschrijft de prestaties van de Duitse voetbalclub FC Bayern München in het seizoen 2016-2017.

## Spelerskern
| No.           | Naam               | Nationaliteit | Geboortedatum | Vorige club         |
| ------------- | ------------------ | ------------- | ------------- | ------------------- |
| Keepers       |                    |               |               |                     |
| 1             | Manuel Neuer       | Duitsland     | 19-03-1986    | FC Schalke 04       |
| 22            | Tom Starke         | Duitsland     | 06-03-1981    | TSG 1899 Hoffenheim |
| 26            | Sven Ulreich       | Duitsland     | 03-08-1988    | VfB Stuttgart       |
| Verdedigers   |                    |               |               |                     |
| 5             | Mats Hummels       | Duitsland     | 16-12-1988    | Borussia Dortmund   |
| 13            | Rafinha            | Brazilië      | 07-09-1985    | Genoa               |
| 17            | Jérôme Boateng     | Duitsland     | 03-09-1988    | Manchester City     |
| 18            | Juan Bernat        | Spanje        | 01-03-1993    | Valencia            |
| 21            | Philipp Lahm       | Duitsland     | 11-11-1983    | VfB Stuttgart       |
| 27            | David Alaba        | Oostenrijk    | 24-06-1992    | 1899 Hoffenheim     |
| Middenvelders |                    |               |               |                     |
| 6             | Thiago             | Spanje        | 11-04-1991    | FC Barcelona        |
| 7             | Franck Ribéry      | Frankrijk     | 07-04-1983    | Olympique Marseille |
| 8             | Javi Martínez      | Spanje        | 02-09-1988    | Athletic Bilbao     |
| 10            | Arjen Robben       | Nederland     | 23-01-1984    | Real Madrid         |
| 11            | Douglas Costa      | Brazilië      | 14-09-1990    | Sjachtar Donetsk    |
| 14            | Xabi Alonso        | Spanje        | 25-11-1981    | Real Madrid         |
| 23            | Arturo Vidal       | Chili         | 27-05-1987    | Juventus            |
| 32            | Joshua Kimmich     | Duitsland     | 08-02-1995    | RB Leipzig          |
| 35            | Renato Sanches     | Portugal      | 18-08-1997    | Benfica             |
| 40            | Fabian Benko       | Duitsland     | 05-06-1998    | /                   |
| Aanvallers    |                    |               |               |                     |
| 9             | Robert Lewandowski | Polen         | 21-08-1988    | Borussia Dortmund   |
| 25            | Thomas Müller      | Duitsland     | 13-09-1989    | /                   |
| 29            | Kingsley Coman     | Frankrijk     | 13-06-1996    | Juventus            |

- = Aanvoerder

### Technische staf
|                 |                        |               |                     |
| Functie         | Naam                   | Nationaliteit | Opmerking           |
| Coach           | Carlo Ancelotti (foto) | Italië        |                     |
| Assistent-coach | Hermann Gerland        | Duitsland     |                     |
| Assistent-coach | Paul Clement           | Engeland      | Tot 3 januari 2017. |
| Assistent-coach | Davide Ancelotti       | Italië        |                     |
| Keeperstrainer  | Toni Tapalović         | Duitsland     |                     |
| Fitness coach   | Giovanni Mauri         | Italië        |                     |

## Resultaten
| Bundesliga | DFB-Pokal    | DFL-Supercup | Champions League |
| ---------- | ------------ | ------------ | ---------------- |
|            |              |              |                  |
| Kampioen   | Halve finale | Winnaar      | Kwartfinale      |

## Uitrustingen
Shirtsponsor(s): Deutsche Telekom

Sportmerk: adidas
| Thuis | Uit | Alternatief | Alternatief | Alternatief | Doelman | Doelman |

## Transfers

### Zomer
| Naam              | Nationaliteit     | Van/naar           | Type               |
| ----------------- | ----------------- | ------------------ | ------------------ |
| Inkomend          |                   |                    |                    |
| Renato Sanches    | Portugal          | Benfica            | € 34.000.000       |
| Mats Hummels      | Duitsland         | Borussia Dortmund  | € 38.000.000       |
| Pierre Højbjerg   | Denemarken        | FC Schalke 04      | Einde huur         |
| TOTAAL UITGAVEN:  | TOTAAL UITGAVEN:  | TOTAAL UITGAVEN:   | € 72.000.000       |
| Uitgaand          |                   |                    |                    |
| Serdar Taşçı      | Duitsland         | Spartak Moskou     | Einde huur         |
| Patrick Weihrauch | Duitsland         | Würzburger Kickers | niet bekend        |
| Sebastian Rode    | Duitsland         | Borussia Dortmund  | € 14.000.000       |
| Pierre Højbjerg   | Denemarken        | Southampton        | € 15.000.000       |
| Medhi Benatia     | Marokko           | Juventus           | Huur (€ 3.000.000) |
| Mario Götze       | Duitsland         | Borussia Dortmund  | € 26.000.000       |
| TOTAAL INKOMSTEN: | TOTAAL INKOMSTEN: | TOTAAL INKOMSTEN:  | € 58.000.000       |

### Winter
| Naam              | Nationaliteit     | Van/naar          | Type      |
| ----------------- | ----------------- | ----------------- | --------- |
| Uitgaand          |                   |                   |           |
| Julian Green      | Verenigde Staten  | VfB Stuttgart     | € 300.000 |
| Holger Badstuber  | Duitsland         | FC Schalke 04     | Huur      |
| TOTAAL INKOMSTEN: | TOTAAL INKOMSTEN: | TOTAAL INKOMSTEN: | € 300.000 |

## DFL-Supercup
| Wedstrijddetails                                  | Thuisploeg        | Uitslag | Uitploeg             | Opstelling | Kaarten                            |
| ------------------------------------------------- | ----------------- | ------- | -------------------- | --- | ---------------------------------- |
| DFL-Supercup                                      |                   |         |                      | |                                    |
| 14 augustus 2015 20:30 Signal Iduna Park Dortmund | Borussia Dortmund | 0-2     | Bayern München       | Neuer Lahm, Hummels, Martínez, Alaba Vidal (71' Kimmich), Alonso, Thiago Müller (86' Rafinha), Lewandowski, Ribéry (65' Coman) | 10' Martínez 29' Ribéry 29' Alonso |
| 14 augustus 2015 20:30 Signal Iduna Park Dortmund |                   | 0-1 0-2 | 58' Vidal 79' Müller | Neuer Lahm, Hummels, Martínez, Alaba Vidal (71' Kimmich), Alonso, Thiago Müller (86' Rafinha), Lewandowski, Ribéry (65' Coman) | 10' Martínez 29' Ribéry 29' Alonso |

## Bundesliga

### Wedstrijden
| Wedstrijddetails                                          | Thuisploeg                                                                                                | Uitslag                             | Uitploeg                                                                    | Opstelling | Kaarten                                               |
| --------------------------------------------------------- | --- | ----------------------------------- | --------------------------------------------------------------------------- | --- | ----------------------------------------------------- |
| Heenronde                                                 | |                                     |                                                                             | |                                                       |
| 26 augustus 2016 20:30 Allianz Arena München              | Bayern München                                                                                            | 6-0                                 | Werder Bremen                                                               | Neuer Lahm (74' Rafinha), Martínez, Hummels, Alaba (78' Bernat) Thiago, Alonso (64' Kimmich), Vidal Müller, Lewandowski, Ribéry     |                                                       |
| 26 augustus 2016 20:30 Allianz Arena München              | 9' Alonso 13' Lewandowski 46' Lewandowski 66' Lahm 73' Ribéry 77' Lewandowski (pen.)                      | 1-0 2-0 3-0 4-0 5-0 6-0             |                                                                             | Neuer Lahm (74' Rafinha), Martínez, Hummels, Alaba (78' Bernat) Thiago, Alonso (64' Kimmich), Vidal Müller, Lewandowski, Ribéry     |                                                       |
| 9 september 2016 20:30 Veltins-Arena Gelsenkirchen        | FC Schalke 04                                                                                             | 0-2                                 | Bayern München                                                              | Neuer Lahm, Martínez, Hummels, Alaba Thiago, Alonso (61' Vidal), Sanches (71' Kimmich) Müller, Lewandowski, Ribéry (61' Costa)      | 17' Hummels 69' Sanches 71' Vidal 90+1' Thiago        |
| 9 september 2016 20:30 Veltins-Arena Gelsenkirchen        | | 0-1 0-2                             | 81' Lewandowski 90+2' Kimmich                                               | Neuer Lahm, Martínez, Hummels, Alaba Thiago, Alonso (61' Vidal), Sanches (71' Kimmich) Müller, Lewandowski, Ribéry (61' Costa)      | 17' Hummels 69' Sanches 71' Vidal 90+1' Thiago        |
| 17 september 2016 15:30 Allianz Arena München             | Bayern München                                                                                            | 3-1                                 | Ingolstadt 04                                                               | Neuer Rafinha, Kimmich, Martínez, Bernat Sanches (61' Thiago), Alonso, Vidal Coman (46' Costa)(83' Boateng), Lewandowski, Ribéry    | 81' Thiago                                            |
| 17 september 2016 15:30 Allianz Arena München             | 12' Lewandowski 50' Alonso 84' Rafinha                                                                    | 0-1 1-1 2-1 3-1                     | 8' Lezcano                                                                  | Neuer Rafinha, Kimmich, Martínez, Bernat Sanches (61' Thiago), Alonso, Vidal Coman (46' Costa)(83' Boateng), Lewandowski, Ribéry    | 81' Thiago                                            |
| 21 september 2016 20:00 Allianz Arena München             | Bayern München                                                                                            | 3-0                                 | Hertha BSC                                                                  | Neuer Lahm, Boateng (63' Hummels), Martínez, Alaba Thiago, Alonso, Vidal Müller (65' Robben), Lewandowski, Ribéry (77' Coman)       | 80' Vidal                                             |
| 21 september 2016 20:00 Allianz Arena München             | 16' Ribéry 68' Thiago 72' Robben                                                                          | 1-0 2-0 3-0                         |                                                                             | Neuer Lahm, Boateng (63' Hummels), Martínez, Alaba Thiago, Alonso, Vidal Müller (65' Robben), Lewandowski, Ribéry (77' Coman)       | 80' Vidal                                             |
| 24 september 2016 15:30 Volksparkstadion Hamburg          | Hamburger SV                                                                                              | 0-1                                 | Bayern München                                                              | Neuer Lahm, Martínez, Hummels (51' Boateng), Alaba Kimmich, Thiago, Sanches (61' Vidal) Müller, Lewandowski, Coman (61' Ribéry)     | 65' Martínez 73' Ribéry 83' Kimmich                   |
| 24 september 2016 15:30 Volksparkstadion Hamburg          | | 0-1                                 | 88' Kimmich                                                                 | Neuer Lahm, Martínez, Hummels (51' Boateng), Alaba Kimmich, Thiago, Sanches (61' Vidal) Müller, Lewandowski, Coman (61' Ribéry)     | 65' Martínez 73' Ribéry 83' Kimmich                   |
| 1 oktober 2016 15:30 Allianz Arena München                | Bayern München                                                                                            | 1-1                                 | FC Köln                                                                     | Neuer Rafinha, Martínez, Hummels, Bernat Kimmich, Alonso, Sanches (70' Vidal) Robben (46' Müller), Lewandowski, Coman (71' Alaba)   | 68' Martínez                                          |
| 1 oktober 2016 15:30 Allianz Arena München                | 40' Kimmich                                                                                               | 1-0 1-1                             | 63' Modeste                                                                 | Neuer Rafinha, Martínez, Hummels, Bernat Kimmich, Alonso, Sanches (70' Vidal) Robben (46' Müller), Lewandowski, Coman (71' Alaba)   | 68' Martínez                                          |
| 15 oktober 2016 15:30 Commerzbank-Arena Frankfurt am Main | Eintracht Frankfurt                                                                                       | 2-2                                 | Bayern München                                                              | Neuer Lahm, Boateng, Hummels, Alaba Kimmich, Alonso (46' Sanches), Thiago Robben (76' Rafinha), Müller, Coman (67' Lewandowski)     | 21' Alonso 31' Hummels 65' Sanches 74' Lahm           |
| 15 oktober 2016 15:30 Commerzbank-Arena Frankfurt am Main | 43' Huszti 78' Fabián                                                                                     | 0-1 1-1 1-2 2-2                     | 10' Robben 62' Kimmich                                                      | Neuer Lahm, Boateng, Hummels, Alaba Kimmich, Alonso (46' Sanches), Thiago Robben (76' Rafinha), Müller, Coman (67' Lewandowski)     | 21' Alonso 31' Hummels 65' Sanches 74' Lahm           |
| 22 oktober 2016 18:30 Allianz Arena München               | Bayern München                                                                                            | 2-0                                 | Borussia Mönchengladbach                                                    | Neuer Rafinha (83' Kimmich), Martínez, Hummels, Alaba Thiago, Alonso, Vidal Robben (80' Sanches), Lewandowski, Costa (73' Müller)   |                                                       |
| 22 oktober 2016 18:30 Allianz Arena München               | 16' Vidal 31' Costa                                                                                       | 1-0 2-0                             |                                                                             | Neuer Rafinha (83' Kimmich), Martínez, Hummels, Alaba Thiago, Alonso, Vidal Robben (80' Sanches), Lewandowski, Costa (73' Müller)   |                                                       |
| 29 oktober 2016 15:30 WWK Arena Augsburg                  | FC Augsburg                                                                                               | 1-3                                 | Bayern München                                                              | Neuer Lahm, Martínez (29' Hummels), Boateng (62' Badstuber), Alaba Thiago, Alonso, Vidal Robben (76' Kimmich), Lewandowski, Costa   |                                                       |
| 29 oktober 2016 15:30 WWK Arena Augsburg                  | 67' Koo                                                                                                   | 0-1 0-2 0-3 1-3                     | 19' Lewandowski 21' Robben 48' Lewandowski                                  | Neuer Lahm, Martínez (29' Hummels), Boateng (62' Badstuber), Alaba Thiago, Alonso, Vidal Robben (76' Kimmich), Lewandowski, Costa   |                                                       |
| 5 november 2016 15:30 Allianz Arena München               | Bayern München                                                                                            | 1-1                                 | TSG Hoffenheim                                                              | Neuer Rafinha, Boateng (82' Alaba), Hummels, Bernat Thiago, Alonso, Vidal (69' Müller) Robben (78' Coman), Lewandowski, Costa       |                                                       |
| 5 november 2016 15:30 Allianz Arena München               | 34' Zuber (own)                                                                                           | 0-1 1-1                             | 16' Demirbay                                                                | Neuer Rafinha, Boateng (82' Alaba), Hummels, Bernat Thiago, Alonso, Vidal (69' Müller) Robben (78' Coman), Lewandowski, Costa       |                                                       |
| 19 november 2016 18:30 Signal Iduna Park Dortmund         | Borussia Dortmund                                                                                         | 1-0                                 | Bayern München                                                              | Neuer Lahm (68' Rafinha), Boateng, Hummels, Alaba Kimmich (58' Costa), Alonso (74' Sanches), Thiago Müller, Lewandowski, Ribéry     | 88' Ribéry 90+1' Sanches                              |
| 19 november 2016 18:30 Signal Iduna Park Dortmund         | 11' Aubameyang                                                                                            | 1-0                                 |                                                                             | Neuer Lahm (68' Rafinha), Boateng, Hummels, Alaba Kimmich (58' Costa), Alonso (74' Sanches), Thiago Müller, Lewandowski, Ribéry     | 88' Ribéry 90+1' Sanches                              |
| 26 november 2016 18:30 Allianz Arena München              | Bayern München                                                                                            | 2-1                                 | Bayer Leverkusen                                                            | Neuer Kimmich, Martínez, Hummels, Alaba Lahm (82' Vidal), Alonso, Thiago Müller (65' Robben), Lewandowski, Costa (74' Ribéry)       |                                                       |
| 26 november 2016 18:30 Allianz Arena München              | 30' Thiago 56' Hummels                                                                                    | 1-0 1-1 2-1                         | 35' Çalhanoğlu                                                              | Neuer Kimmich, Martínez, Hummels, Alaba Lahm (82' Vidal), Alonso, Thiago Müller (65' Robben), Lewandowski, Costa (74' Ribéry)       |                                                       |
| 2 december 2016 20:30 Opel Arena Mainz                    | FSV Mainz 05                                                                                              | 1-3                                 | Bayern München                                                              | Neuer Kimmich (77' Vidal), Martínez, Hummels, Alaba Lahm, Thiago, Müller (87' Sanches) Robben, Lewandowski, Ribéry (66' Costa)      | 44' Martínez 76' Lewandowski                          |
| 2 december 2016 20:30 Opel Arena Mainz                    | 4' Córdoba                                                                                                | 1-0 1-1 1-2 1-3                     | 8' Lewandowski 21' Robben 90+1' Lewandowski                                 | Neuer Kimmich (77' Vidal), Martínez, Hummels, Alaba Lahm, Thiago, Müller (87' Sanches) Robben, Lewandowski, Ribéry (66' Costa)      | 44' Martínez 76' Lewandowski                          |
| 10 december 2016 15:30 Allianz Arena München              | Bayern München                                                                                            | 5-0                                 | VfL Wolfsburg                                                               | Neuer Lahm, Martínez, Alaba, Bernat Thiago (81' Rafinha), Vidal (71' Alonso), Müller Robben, Lewandowski, Ribéry (77' Costa)        | 25' Thiago                                            |
| 10 december 2016 15:30 Allianz Arena München              | 18' Robben 22' Lewandowski 58' Lewandowski 76' Müller 86' Costa                                           | 1-0 2-0 3-0 4-0 5-0                 |                                                                             | Neuer Lahm, Martínez, Alaba, Bernat Thiago (81' Rafinha), Vidal (71' Alonso), Müller Robben, Lewandowski, Ribéry (77' Costa)        | 25' Thiago                                            |
| 18 december 2016 15:30 Stadion am Böllenfalltor Darmstadt | Darmstadt 98                                                                                              | 0-1                                 | Bayern München                                                              | Neuer Rafinha, Martínez, Hummels, Alaba Vidal (69' Ribéry), Alonso, Thiago Müller (80' Kimmich), Lewandowski, Costa (90+2' Sanches) | 75' Hummels 75' Alonso                                |
| 18 december 2016 15:30 Stadion am Böllenfalltor Darmstadt | | 0-1                                 | 71' Costa                                                                   | Neuer Rafinha, Martínez, Hummels, Alaba Vidal (69' Ribéry), Alonso, Thiago Müller (80' Kimmich), Lewandowski, Costa (90+2' Sanches) | 75' Hummels 75' Alonso                                |
| 21 december 2016 20:00 Allianz Arena München              | Bayern München                                                                                            | 3-0                                 | RB Leipzig                                                                  | Neuer Lahm, Martínez, Hummels, Alaba (67' Bernat) Vidal (75' Kimmich), Alonso, Thiago Robben (46' Ribéry), Lewandowski, Costa       | 56' Vidal                                             |
| 21 december 2016 20:00 Allianz Arena München              | 17' Thiago 25' Alonso 45' Lewandowski (pen.)                                                              | 1-0 2-0 3-0                         |                                                                             | Neuer Lahm, Martínez, Hummels, Alaba (67' Bernat) Vidal (75' Kimmich), Alonso, Thiago Robben (46' Ribéry), Lewandowski, Costa       | 56' Vidal                                             |
| 20 januari 2017 20:30 Schwarzwald-Stadion Freiburg        | SC Freiburg                                                                                               | 1-2                                 | Bayern München                                                              | Neuer Lahm, Martínez, Hummels, Alaba (71' Bernat) Vidal (55' Kimmich), Alonso, Müller Robben, Lewandowski, Costa (71' Ribéry)       | 31' Alonso 48' Costa                                  |
| 20 januari 2017 20:30 Schwarzwald-Stadion Freiburg        | 4' Haberer                                                                                                | 1-0 1-1 1-2                         | 35' Lewandowski 90+1' Lewandowski                                           | Neuer Lahm, Martínez, Hummels, Alaba (71' Bernat) Vidal (55' Kimmich), Alonso, Müller Robben, Lewandowski, Costa (71' Ribéry)       | 31' Alonso 48' Costa                                  |
| Terugronde                                                | |                                     |                                                                             | |                                                       |
| 28 januari 2017 15:30 Weserstadion Bremen                 | Werder Bremen                                                                                             | 1-2                                 | Bayern München                                                              | Neuer Lahm, Martínez, Hummels, Alaba Kimmich, Alonso, Müller (62' Sanches) Robben (66' Coman), Lewandowski, Ribéry (79' Costa)      | 90+3' Coman                                           |
| 28 januari 2017 15:30 Weserstadion Bremen                 | 53' Kruse                                                                                                 | 0-1 0-2 1-2                         | 30' Robben 45+1' Alaba                                                      | Neuer Lahm, Martínez, Hummels, Alaba Kimmich, Alonso, Müller (62' Sanches) Robben (66' Coman), Lewandowski, Ribéry (79' Costa)      | 90+3' Coman                                           |
| 4 februari 2017 15:30 Allianz Arena München               | Bayern München                                                                                            | 1-1                                 | FC Schalke 04                                                               | Neuer Rafinha (77' Lahm), Martínez, Hummels, Bernat (77' Alaba) Vidal, Alonso, Müller Robben (72' Coman), Lewandowski, Costa        | 77' Martínez                                          |
| 4 februari 2017 15:30 Allianz Arena München               | 9' Lewandowski                                                                                            | 1-0 1-1                             | 13' Naldo                                                                   | Neuer Rafinha (77' Lahm), Martínez, Hummels, Bernat (77' Alaba) Vidal, Alonso, Müller Robben (72' Coman), Lewandowski, Costa        | 77' Martínez                                          |
| 11 februari 2017 15:30 Audi-Sportpark Ingolstadt          | Ingolstadt 04                                                                                             | 0-2                                 | Bayern München                                                              | Neuer Lahm (80' Rafinha), Martínez, Hummels, Alaba Kimmich (74' Robben), Alonso (65' Costa), Vidal Müller, Lewandowski, Thiago      | 73' Lewandowski                                       |
| 11 februari 2017 15:30 Audi-Sportpark Ingolstadt          | | 0-1 0-2                             | 90' Vidal 90+1' Robben                                                      | Neuer Lahm (80' Rafinha), Martínez, Hummels, Alaba Kimmich (74' Robben), Alonso (65' Costa), Vidal Müller, Lewandowski, Thiago      | 73' Lewandowski                                       |
| 18 februari 2017 15:30 Olympiastadion Berlijn             | Hertha BSC                                                                                                | 1-1                                 | Bayern München                                                              | Neuer Lahm, Hummels, Alaba, Bernat (77' Coman) Kimmich (61' Alonso), Vidal (61' Lewandowski), Thiago Robben, Müller, Costa          | 64' Hummels 66' Lewandowski 68' Alonso                |
| 18 februari 2017 15:30 Olympiastadion Berlijn             | 21' Ibišević                                                                                              | 1-0 1-1                             | 90+6' Lewandowski                                                           | Neuer Lahm, Hummels, Alaba, Bernat (77' Coman) Kimmich (61' Alonso), Vidal (61' Lewandowski), Thiago Robben, Müller, Costa          | 64' Hummels 66' Lewandowski 68' Alonso                |
| 25 februari 2017 15:30 Allianz Arena München              | Bayern München                                                                                            | 8-0                                 | Hamburger SV                                                                | Neuer Lahm (67' Rafinha), Martínez, Hummels, Alaba Thiago (60' Coman), Vidal, Müller Robben, Lewandowski (57' Sanches), Costa       |                                                       |
| 25 februari 2017 15:30 Allianz Arena München              | 17' Vidal 24' Lewandowski (pen.) 42' Lewandowski 54' Lewandowski 56' Alaba 65' Coman 69' Coman 87' Robben | 1-0 2-0 3-0 4-0 5-0 6-0 7-0 8-0     |                                                                             | Neuer Lahm (67' Rafinha), Martínez, Hummels, Alaba Thiago (60' Coman), Vidal, Müller Robben, Lewandowski (57' Sanches), Costa       |                                                       |
| 4 maart 2017 15:30 RheinEnergieStadion Keulen             | FC Köln                                                                                                   | 0-3                                 | Bayern München                                                              | Neuer Lahm, Martínez, Alaba, Bernat Thiago, Vidal (73' Kimmich), Müller Coman (82' Rafinha), Lewandowski, Costa (52' Ribéry)        | 34' Vidal 79' Bernat                                  |
| 4 maart 2017 15:30 RheinEnergieStadion Keulen             | | 0-1 0-2 0-3                         | 25' Martínez 48' Bernat 90' Ribéry                                          | Neuer Lahm, Martínez, Alaba, Bernat Thiago, Vidal (73' Kimmich), Müller Coman (82' Rafinha), Lewandowski, Costa (52' Ribéry)        | 34' Vidal 79' Bernat                                  |
| 11 maart 2017 15:30 Allianz Arena München                 | Bayern München                                                                                            | 3-0                                 | Eintracht Frankfurt                                                         | Neuer Lahm, Martínez (65' Boateng), Hummels, Alaba Thiago, Vidal (78' Sanches), Müller Robben, Lewandowski (75' Coman), Costa       | 36' Vidal 56' Alaba                                   |
| 11 maart 2017 15:30 Allianz Arena München                 | 38' Lewandowski 41' Costa 55' Lewandowski                                                                 | 1-0 2-0 3-0                         |                                                                             | Neuer Lahm, Martínez (65' Boateng), Hummels, Alaba Thiago, Vidal (78' Sanches), Müller Robben, Lewandowski (75' Coman), Costa       | 36' Vidal 56' Alaba                                   |
| 19 maart 2017 17:30 Borussia-Park Mönchengladbach         | Borussia Mönchengladbach                                                                                  | 0-1                                 | Bayern München                                                              | Neuer Lahm, Martínez, Hummels, Alaba Alonso (77' Kimmich), Thiago, Müller Robben (85' Sanches), Lewandowski, Ribéry (73' Coman)     | 56' Alonso 87' Martínez                               |
| 19 maart 2017 17:30 Borussia-Park Mönchengladbach         | | 0-1                                 | 63' Müller                                                                  | Neuer Lahm, Martínez, Hummels, Alaba Alonso (77' Kimmich), Thiago, Müller Robben (85' Sanches), Lewandowski, Ribéry (73' Coman)     | 56' Alonso 87' Martínez                               |
| 1 april 2017 15:30 Allianz Arena München                  | Bayern München                                                                                            | 6-0                                 | FC Augsburg                                                                 | Ulreich Lahm, Boateng, Hummels (73' Rafinha), Bernat Kimmich, Thiago (66' Sanches), Müller Coman (62' Robben), Lewandowski, Ribéry  |                                                       |
| 1 april 2017 15:30 Allianz Arena München                  | 17' Lewandowski 36' Müller 55' Lewandowski 62' Thiago 79' Lewandowksi 80' Müller                          | 1-0 2-0 3-0 4-0 5-0 6-0             |                                                                             | Ulreich Lahm, Boateng, Hummels (73' Rafinha), Bernat Kimmich, Thiago (66' Sanches), Müller Coman (62' Robben), Lewandowski, Ribéry  |                                                       |
| 4 april 2017 20:00 Rhein-Neckar-Arena Sinsheim            | TSG Hoffenheim                                                                                            | 1-0                                 | Bayern München                                                              | Ulreich Rafinha, Martínez, Hummels, Alaba (75' Bernat) Vidal, Alonso, Sanches (72' Ribéry) Robben, Lewandowski, Coman               | 64' Lewandowski                                       |
| 4 april 2017 20:00 Rhein-Neckar-Arena Sinsheim            | 21' Kramarić                                                                                              | 1-0                                 |                                                                             | Ulreich Rafinha, Martínez, Hummels, Alaba (75' Bernat) Vidal, Alonso, Sanches (72' Ribéry) Robben, Lewandowski, Coman               | 64' Lewandowski                                       |
| 8 april 2017 18:30 Allianz Arena München                  | Bayern München                                                                                            | 4-1                                 | Borussia Dortmund                                                           | Ulreich Lahm, Martínez (79' Hummels), Boateng, Alaba Vidal, Alonso, Thiago Robben, Lewandowski (72' Kimmich), Ribéry (74' Costa)    | 24' Lewandowski 63' Vidal                             |
| 8 april 2017 18:30 Allianz Arena München                  | 4' Ribéry 10' Lewandowski 49' Robben 68' Lewandowski (pen.)                                               | 1-0 2-0 2-1 3-1 4-1                 | 20' Guerreiro                                                               | Ulreich Lahm, Martínez (79' Hummels), Boateng, Alaba Vidal, Alonso, Thiago Robben, Lewandowski (72' Kimmich), Ribéry (74' Costa)    | 24' Lewandowski 63' Vidal                             |
| 15 april 2017 15:30 BayArena Leverkusen                   | Bayer Leverkusen                                                                                          | 0-0                                 | Bayern München                                                              | Neuer Rafinha, Martínez (72' Lahm), Alaba, Bernat Kimmich, Vidal, Thiago Coman (70' Alonso), Müller, Costa (60' Robben)             |                                                       |
| 15 april 2017 15:30 BayArena Leverkusen                   | |                                     |                                                                             | Neuer Rafinha, Martínez (72' Lahm), Alaba, Bernat Kimmich, Vidal, Thiago Coman (70' Alonso), Müller, Costa (60' Robben)             |                                                       |
| 22 april 2017 15:30 Allianz Arena München                 | Bayern München                                                                                            | 2-2                                 | FSV Mainz 05                                                                | Ulreich Rafinha, Hummels, Alaba (17' Kimmich), Bernat Thiago, Vidal (65' Alonso), Müller Robben, Lewandowski, Ribéry (46' Coman)    | 43' Rafinha                                           |
| 22 april 2017 15:30 Allianz Arena München                 | 16' Robben 73' Thiago                                                                                     | 0-1 1-1 1-2 2-2                     | 3' Bojan 40' Brosinski (pen.)                                               | Ulreich Rafinha, Hummels, Alaba (17' Kimmich), Bernat Thiago, Vidal (65' Alonso), Müller Robben, Lewandowski, Ribéry (46' Coman)    | 43' Rafinha                                           |
| 29 april 2017 18:30 Volkswagen-Arena Wolfsburg            | VfL Wolfsburg                                                                                             | 0-6                                 | Bayern München                                                              | Ulreich Lahm (71' Rafinha), Martínez, Hummels (68' Bernat), Alaba Kimmich, Thiago (75' Sanches), Müller Robben, Lewandowski, Coman  |                                                       |
| 29 april 2017 18:30 Volkswagen-Arena Wolfsburg            | | 0-1 0-2 0-3 0-4 0-5 0-6             | 19' Alaba 36' Lewandowski 45' Lewandowski 66' Robben 80' Müller 85' Kimmich | Ulreich Lahm (71' Rafinha), Martínez, Hummels (68' Bernat), Alaba Kimmich, Thiago (75' Sanches), Müller Robben, Lewandowski, Coman  |                                                       |
| 6 mei 2017 15:30 Allianz Arena München                    | Bayern München                                                                                            | 1-0                                 | Darmstadt 98                                                                | Starke Rafinha, Boateng, Alaba, Bernat Sanches, Kimmich (67' Alonso), Müller Costa, Lewandowski, Ribéry                             | 86' Rafinha                                           |
| 6 mei 2017 15:30 Allianz Arena München                    | 18' Bernat                                                                                                | 1-0                                 |                                                                             | Starke Rafinha, Boateng, Alaba, Bernat Sanches, Kimmich (67' Alonso), Müller Costa, Lewandowski, Ribéry                             | 86' Rafinha                                           |
| 13 mei 2017 15:30 Red Bull Arena Leipzig                  | RB Leipzig                                                                                                | 4-5                                 | Bayern München                                                              | Starke Lahm, Boateng, Alaba, Bernat Kimmich (67' Müller), Alonso (61' Vidal), Thiago Robben, Lewandowski, Ribéry (44' Costa)        | 28' Alonso 64' Vidal 64' Costa 72' Thiago 77' Boateng |
| 13 mei 2017 15:30 Red Bull Arena Leipzig                  | 2' Sabitzer 29' Werner (pen.) 47' Poulsen 65' Werner                                                      | 1-0 1-1 2-1 3-1 3-2 4-2 4-3 4-4 4-5 | 17' Lewandowski 60' Thiago 84' Lewandowski 90+1' Alaba 90+5' Robben         | Starke Lahm, Boateng, Alaba, Bernat Kimmich (67' Müller), Alonso (61' Vidal), Thiago Robben, Lewandowski, Ribéry (44' Costa)        | 28' Alonso 64' Vidal 64' Costa 72' Thiago 77' Boateng |
| 20 mei 2017 15:30 Allianz Arena München                   | Bayern München                                                                                            | 4-1                                 | SC Freiburg                                                                 | Starke Lahm (87' Rafinha), Boateng (11' Kimmich), Alaba, Bernat Vidal, Alonso (82' Ribéry), Müller Robben, Lewandowski, Coman       | 53' Vidal                                             |
| 20 mei 2017 15:30 Allianz Arena München                   | 4' Robben 73' Vidal 90+1' Ribéry 90+4' Kimmich                                                            | 1-0 2-0 2-1 3-1 4-1                 | 76' Petersen                                                                | Starke Lahm (87' Rafinha), Boateng (11' Kimmich), Alaba, Bernat Vidal, Alonso (82' Ribéry), Müller Robben, Lewandowski, Coman       | 53' Vidal                                             |

### Overzicht
| Speeldag  | 1 | 2 | 3 | 4  | 5  | 6  | 7  | 8  | 9  | 10 | 11 | 12 | 13 | 14 | 15 | 16 | 17 | 18 | 19 | 20 | 21 | 22 | 23 | 24 | 25 | 26 | 27 | 28 | 29 | 30 | 31 | 32 | 33 | 34 |
| --------- | - | - | - | -- | -- | -- | -- | -- | -- | -- | -- | -- | -- | -- | -- | -- | -- | -- | -- | -- | -- | -- | -- | -- | -- | -- | -- | -- | -- | -- | -- | -- | -- | -- |
| Resultaat | w | w | w | w  | w  | g  | g  | w  | w  | g  | v  | w  | w  | w  | w  | w  | w  | w  | g  | w  | g  | w  | w  | w  | w  | w  | v  | w  | g  | g  | w  | w  | w  | w  |
| Punten    | 3 | 6 | 9 | 12 | 15 | 16 | 17 | 20 | 23 | 24 | 24 | 27 | 30 | 33 | 36 | 39 | 42 | 45 | 46 | 49 | 50 | 53 | 56 | 59 | 62 | 65 | 65 | 68 | 69 | 70 | 73 | 76 | 79 | 82 |
| Positie   | 1 | 1 | 1 | 1  | 1  | 1  | 1  | 1  | 1  | 1  | 2  | 2  | 2  | 1  | 1  | 1  | 1  | 1  | 1  | 1  | 1  | 1  | 1  | 1  | 1  | 1  | 1  | 1  | 1  | 1  | 1  | 1  | 1  | 1  |

## DFB-Pokal
| Wedstrijddetails                                 | Thuisploeg                                | Uitslag             | Uitploeg                                                             | Opstelling | Kaarten               |
| ------------------------------------------------ | ----------------------------------------- | ------------------- | -------------------------------------------------------------------- | --- | --------------------- |
| 1/32 finale                                      |                                           |                     |                                                                      | |                       |
| 19 augustus 2016 20:45 Ernst-Abbe-Sportfeld Jena | Carl Zeiss Jena (IV)                      | 0-5                 | Bayern München                                                       | Neuer Rafinha, Martínez (51' Hummels), Alaba, Bernat Vidal (77' Benko), Lahm, Kimmich Müller, Lewandowski, Ribéry (66' Green)    |                       |
| 19 augustus 2016 20:45 Ernst-Abbe-Sportfeld Jena |                                           | 0-1 0-2 0-3 0-4 0-5 | 3' Lewandowski 34' Lewandowski 43' Lewandowski 72' Vidal 77' Hummels | Neuer Rafinha, Martínez (51' Hummels), Alaba, Bernat Vidal (77' Benko), Lahm, Kimmich Müller, Lewandowski, Ribéry (66' Green)    |                       |
| 1/16 finale                                      |                                           |                     |                                                                      | |                       |
| 26 oktober 2016 20:45 Allianz Arena München      | Bayern München                            | 3-1                 | FC Augsburg                                                          | Neuer Lahm, Boateng, Hummels (81' Badstuber), Bernat Kimmich, Thiago, Sanches (84' Vidal) Müller, Green (89' Alaba), Coman       | 82' Coman             |
| 26 oktober 2016 20:45 Allianz Arena München      | 2' Lahm 41' Green 90+3' Alaba             | 1-0 2-0 2-1 3-1     | 68' Ji                                                               | Neuer Lahm, Boateng, Hummels (81' Badstuber), Bernat Kimmich, Thiago, Sanches (84' Vidal) Müller, Green (89' Alaba), Coman       | 82' Coman             |
| 1/8 finale                                       |                                           |                     |                                                                      | |                       |
| 7 februari 2017 20:45 Allianz Arena München      | Bayern München                            | 1-0                 | VfL Wolfsburg                                                        | Neuer Lahm, Martínez, Hummels, Alaba Vidal, Alonso (73' Kimmich), Thiago Robben (89' Coman), Lewandowski, Costa (87' Sanches)    | 72' Robben            |
| 7 februari 2017 20:45 Allianz Arena München      | 17' Costa                                 | 1-0                 |                                                                      | Neuer Lahm, Martínez, Hummels, Alaba Vidal, Alonso (73' Kimmich), Thiago Robben (89' Coman), Lewandowski, Costa (87' Sanches)    | 72' Robben            |
| Kwartfinale                                      |                                           |                     |                                                                      | |                       |
| 1 maart 2017 20:45 Allianz Arena München         | Bayern München                            | 3-0                 | FC Schalke 04                                                        | Neuer Rafinha, Martínez, Hummels (46' Bernat), Alaba Vidal (76' Kimmich), Alonso, Thiago Robben, Lewandowski, Ribéry (67' Coman) | 31' Ribéry            |
| 1 maart 2017 20:45 Allianz Arena München         | 3' Lewandowski 16' Thiago 29' Lewandowski | 1-0 2-0 3-0         |                                                                      | Neuer Rafinha, Martínez, Hummels (46' Bernat), Alaba Vidal (76' Kimmich), Alonso, Thiago Robben, Lewandowski, Ribéry (67' Coman) | 31' Ribéry            |
| Halve finale                                     |                                           |                     |                                                                      | |                       |
| 26 april 2017 20:45 Allianz Arena München        | Bayern München                            | 2-3                 | Borussia Dortmund                                                    | Ulreich Lahm, Martínez, Hummels (62' Boateng), Alaba Vidal, Alonso (79' Müller), Thiago Robben, Lewandowski, Ribéry (86' Costa)  | 31' Robben 78' Alonso |
| 26 april 2017 20:45 Allianz Arena München        | 28' Martínez 41' Hummels                  | 0-1 1-1 2-1 2-2 2-3 | 19' Reus 69' Aubameyang 74' Dembélé                                  | Ulreich Lahm, Martínez, Hummels (62' Boateng), Alaba Vidal, Alonso (79' Müller), Thiago Robben, Lewandowski, Ribéry (86' Costa)  | 31' Robben 78' Alonso |

## UEFA Champions League
| UEFA Champions League                                   |                                                                        |                         |                                                                 | |                                                       |
| Wedstrijddetails                                        | Thuisploeg                                                             | Uitslag                 | Uitploeg                                                        | Opstelling | Kaarten                                               |
| Groepsfase                                              |                                                                        |                         |                                                                 | |                                                       |
| 13 september 2016 20:45 Allianz Arena München           | Bayern München                                                         | 5-0                     | FK Rostov                                                       | Neuer Rafinha, Martínez, Hummels (51' Bernat), Alaba Kimmich, Thiago (71' Sanches), Vidal Müller, Lewandowski, Costa (64' Ribéry) |                                                       |
| 13 september 2016 20:45 Allianz Arena München           | 28' Lewandowski (pen.) 45+2' Müller 53' Kimmich 60' Kimmich 90' Bernat | 1-0 2-0 3-0 4-0 5-0     |                                                                 | Neuer Rafinha, Martínez, Hummels (51' Bernat), Alaba Kimmich, Thiago (71' Sanches), Vidal Müller, Lewandowski, Costa (64' Ribéry) |                                                       |
| 28 september 2016 20:45 Estadio Vicente Calderón Madrid | Atlético Madrid                                                        | 1-0                     | Bayern München                                                  | Neuer Lahm, Boateng (62' Hummels), Martínez, Alaba Thiago (66' Kimmich), Alonso, Vidal Müller (59' Robben), Lewandowski, Ribéry   | 26' Lahm 33' Thiago 40' Boateng 86' Vidal             |
| 28 september 2016 20:45 Estadio Vicente Calderón Madrid | 35' Carrasco                                                           | 1-0                     |                                                                 | Neuer Lahm, Boateng (62' Hummels), Martínez, Alaba Thiago (66' Kimmich), Alonso, Vidal Müller (59' Robben), Lewandowski, Ribéry   | 26' Lahm 33' Thiago 40' Boateng 86' Vidal             |
| 19 oktober 2016 20:45 Allianz Arena München             | Bayern München                                                         | 4-1                     | PSV                                                             | Neuer Lahm, Boateng, Hummels, Alaba Kimmich (85' Martínez), Alonso, Thiago Robben (87' Sanches), Lewandowski, Müller (72' Costa)  | 57' Lahm                                              |
| 19 oktober 2016 20:45 Allianz Arena München             | 13' Müller 21' Kimmich 59' Lewandowski 84' Robben                      | 1-0 2-0 2-1 3-1 4-1     | 41' Narsingh                                                    | Neuer Lahm, Boateng, Hummels, Alaba Kimmich (85' Martínez), Alonso, Thiago Robben (87' Sanches), Lewandowski, Müller (72' Costa)  | 57' Lahm                                              |
| 1 november 2016 20:45 Philips Stadion Eindhoven         | PSV                                                                    | 1-2                     | Bayern München                                                  | Neuer Lahm, Boateng, Hummels, Alaba Kimmich (64' Coman), Alonso, Vidal Robben (64' Costa), Lewandowski, Müller (85' Sanches)      | 90' Coman                                             |
| 1 november 2016 20:45 Philips Stadion Eindhoven         | 14' Arias                                                              | 1-0 1-1 1-2             | 34' Lewandowski (pen.) 73' Lewandowski                          | Neuer Lahm, Boateng, Hummels, Alaba Kimmich (64' Coman), Alonso, Vidal Robben (64' Costa), Lewandowski, Müller (85' Sanches)      | 90' Coman                                             |
| 23 november 2016 18:00 Olimp-2 Rostov aan de Don        | FK Rostov                                                              | 3-2                     | Bayern München                                                  | Ulreich Rafinha, Boateng (58' Hummels), Badstuber, Bernat Lahm, Thiago, Sanches (73' Müller) Costa, Lewandowski, Ribéry           | 48' Boateng                                           |
| 23 november 2016 18:00 Olimp-2 Rostov aan de Don        | 44' Azmoun 49' Poloz (pen.) 66' Noboa                                  | 0-1 1-1 2-1 2-2 3-2     | 36' Costa 52' Bernat                                            | Ulreich Rafinha, Boateng (58' Hummels), Badstuber, Bernat Lahm, Thiago, Sanches (73' Müller) Costa, Lewandowski, Ribéry           | 48' Boateng                                           |
| 6 december 2016 20:45 Allianz Arena München             | Bayern München                                                         | 1-0                     | Atlético Madrid                                                 | Neuer Rafinha, Hummels, Alaba, Bernat Sanches, Vidal, Thiago Robben (83' Kimmich), Lewandowski (80' Müller), Costa (87' Martínez) |                                                       |
| 6 december 2016 20:45 Allianz Arena München             | 28' Lewandowski                                                        | 1-0                     |                                                                 | Neuer Rafinha, Hummels, Alaba, Bernat Sanches, Vidal, Thiago Robben (83' Kimmich), Lewandowski (80' Müller), Costa (87' Martínez) |                                                       |
| 1/8 finale                                              |                                                                        |                         |                                                                 | |                                                       |
| 15 februari 2017 20:45 Allianz Arena München            | Bayern München                                                         | 5-1                     | Arsenal FC                                                      | Neuer Lahm, Martínez, Hummels, Alaba Vidal, Alonso, Thiago Robben (88' Rafinha), Lewandowski (86' Müller), Costa (84' Kimmich)    | 26' Hummels 83' Lahm                                  |
| 15 februari 2017 20:45 Allianz Arena München            | 11' Robben 53' Lewandowski 56' Thiago 63' Thiago 88' Müller            | 1-0 1-1 2-1 3-1 4-1 5-1 | 30' Sánchez                                                     | Neuer Lahm, Martínez, Hummels, Alaba Vidal, Alonso, Thiago Robben (88' Rafinha), Lewandowski (86' Müller), Costa (84' Kimmich)    | 26' Hummels 83' Lahm                                  |
| 7 maart 2017 20:45 Emirates Stadium Londen              | Arsenal FC                                                             | 1-5                     | Bayern München                                                  | Neuer Rafinha, Martínez, Hummels, Alaba Alonso, Vidal, Thiago (79' Kimmich) Robben (71' Costa), Lewandowski, Ribéry (79' Sanches) | 39' Alaba 44' Martínez                                |
| 7 maart 2017 20:45 Emirates Stadium Londen              | 20' Walcott                                                            | 1-0 1-1 1-2 1-3 1-4 1-5 | 55' Lewandowski (pen.) 68' Robben 78' Costa 80' Vidal 85' Vidal | Neuer Rafinha, Martínez, Hummels, Alaba Alonso, Vidal, Thiago (79' Kimmich) Robben (71' Costa), Lewandowski, Ribéry (79' Sanches) | 39' Alaba 44' Martínez                                |
| Kwartfinale                                             |                                                                        |                         |                                                                 | |                                                       |
| 12 april 2017 20:45 Allianz Arena München               | Bayern München                                                         | 1-2                     | Real Madrid                                                     | Neuer Lahm, Martínez, Boateng, Alaba Vidal, Alonso (64' Bernat), Thiago Robben, Müller (81' Coman), Ribéry (65' Costa)            | 47' Alonso 58' Martínez 61' Martínez 90' Vidal        |
| 12 april 2017 20:45 Allianz Arena München               | 25' Vidal                                                              | 1-0 1-1 1-2             | 47' Ronaldo 77' Ronaldo                                         | Neuer Lahm, Martínez, Boateng, Alaba Vidal, Alonso (64' Bernat), Thiago Robben, Müller (81' Coman), Ribéry (65' Costa)            | 47' Alonso 58' Martínez 61' Martínez 90' Vidal        |
| 18 april 2017 20:45 Estadio Santiago Bernabéu Madrid    | Real Madrid                                                            | 4-2                     | Bayern München                                                  | Neuer Lahm, Boateng, Hummels, Alaba Vidal, Alonso (75' Müller), Thiago Robben, Lewandowski (88' Kimmich), Ribéry (71' Costa)      | 5' Vidal 70' Alonso 75' Hummels 84' Vidal 101' Robben |
| 18 april 2017 20:45 Estadio Santiago Bernabéu Madrid    | 76' Ronaldo 104' Ronaldo 109' Ronaldo 112' Asensio                     | 0-1 1-1 1-2 2-2 3-2 4-2 | 53' Lewandowski (pen.) 77' Ramos (own)                          | Neuer Lahm, Boateng, Hummels, Alaba Vidal, Alonso (75' Müller), Thiago Robben, Lewandowski (88' Kimmich), Ribéry (71' Costa)      | 5' Vidal 70' Alonso 75' Hummels 84' Vidal 101' Robben |

### Klassement groepsfase
| #  | Club            | GS | W | G | V | DV | DT | DS | PTN |
| -- | --------------- | -- | - | - | - | -- | -- | -- | --- |
| 1. | Atlético Madrid | 6  | 5 | 0 | 1 | 7  | 2  | +5 | 15  |
| 2. | Bayern München  | 6  | 4 | 0 | 2 | 14 | 6  | +8 | 12  |
| 3. | FK Rostov       | 6  | 1 | 2 | 3 | 6  | 12 | −6 | 5   |
| 4. | PSV             | 6  | 0 | 2 | 4 | 4  | 11 | −7 | 2   |

## Afbeeldingen

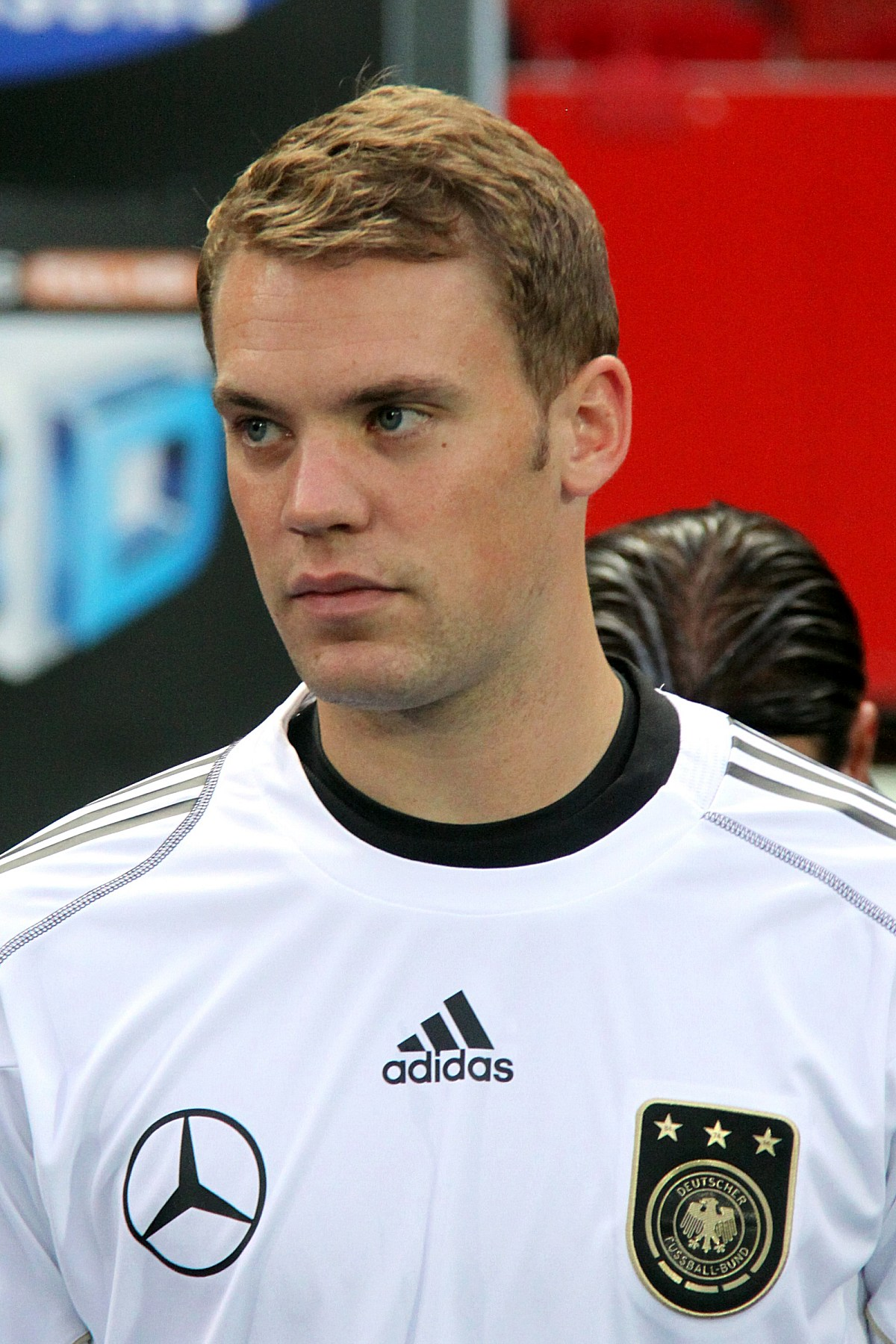
Manuel Neuer (doelman)
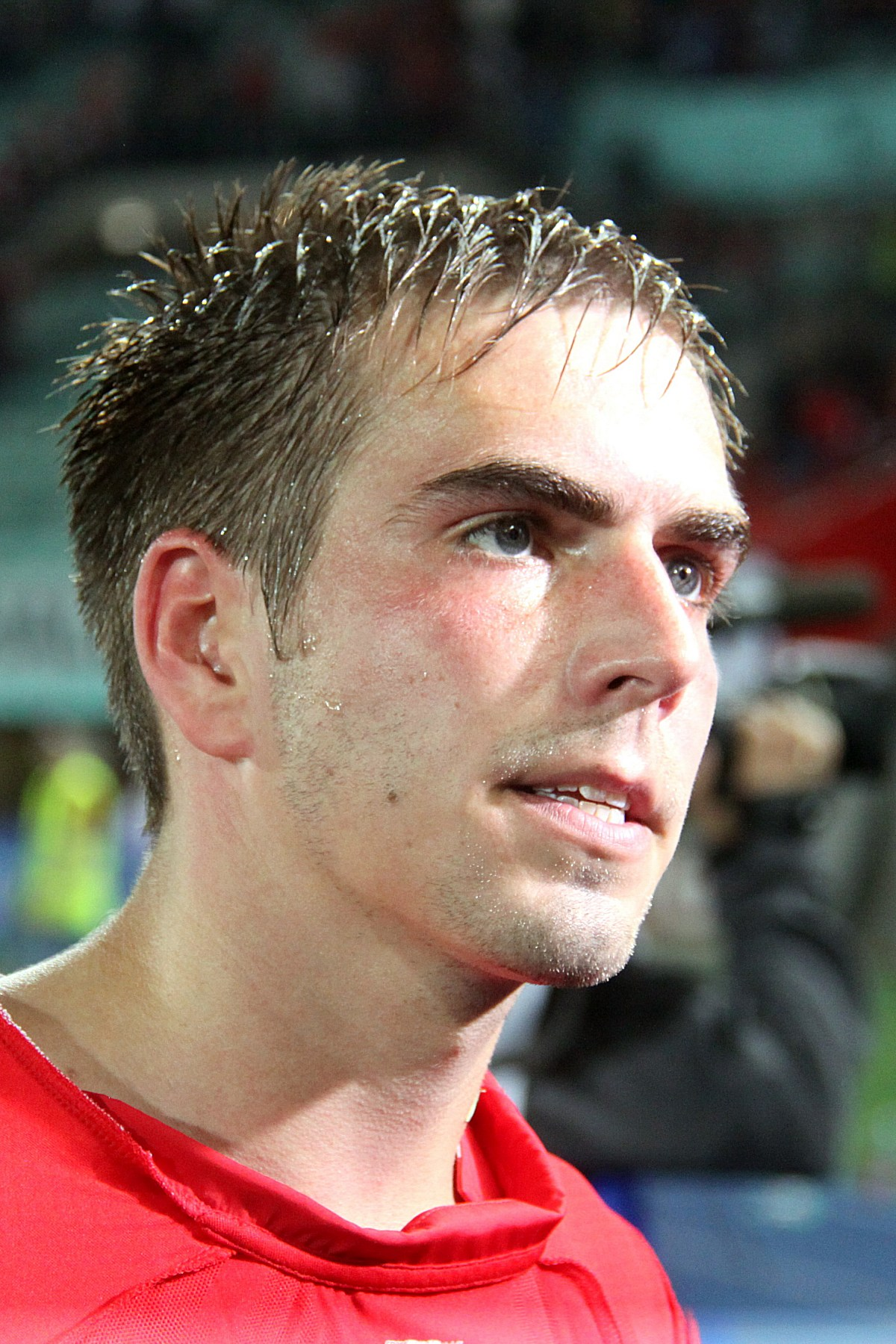
Philipp Lahm (verdediger)
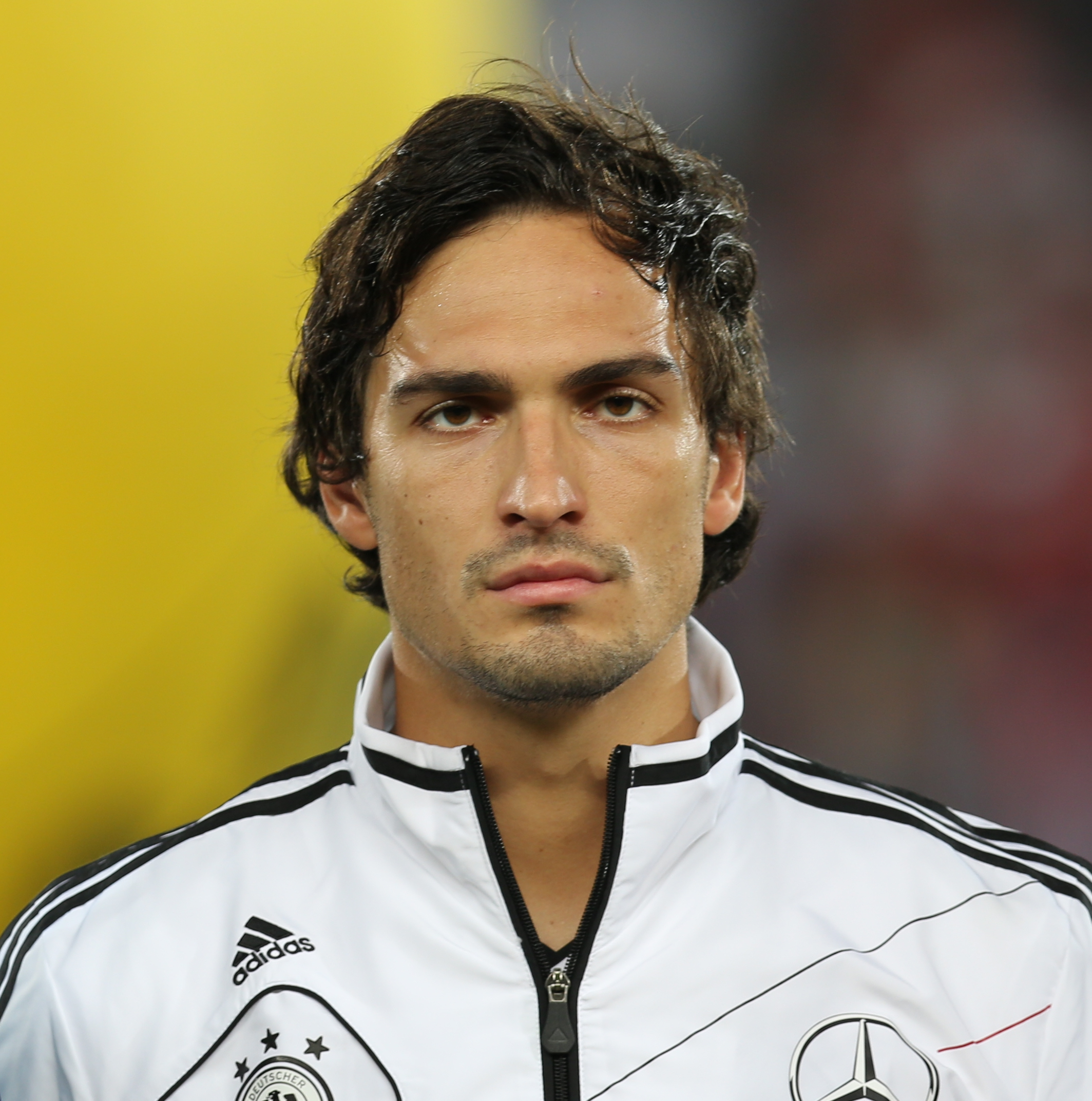
Mats Hummels (verdediger)
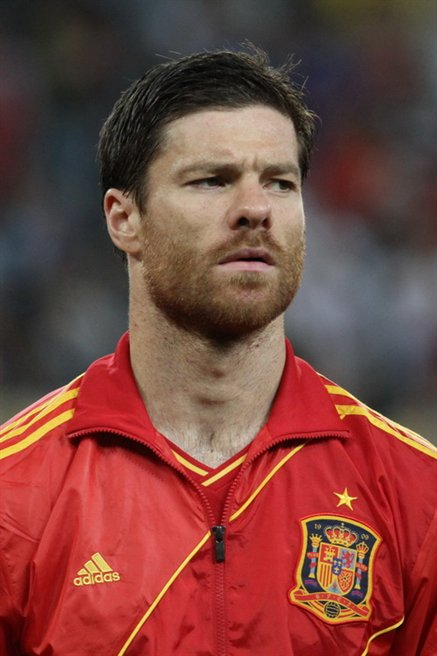
Xabi Alonso (middenvelder)
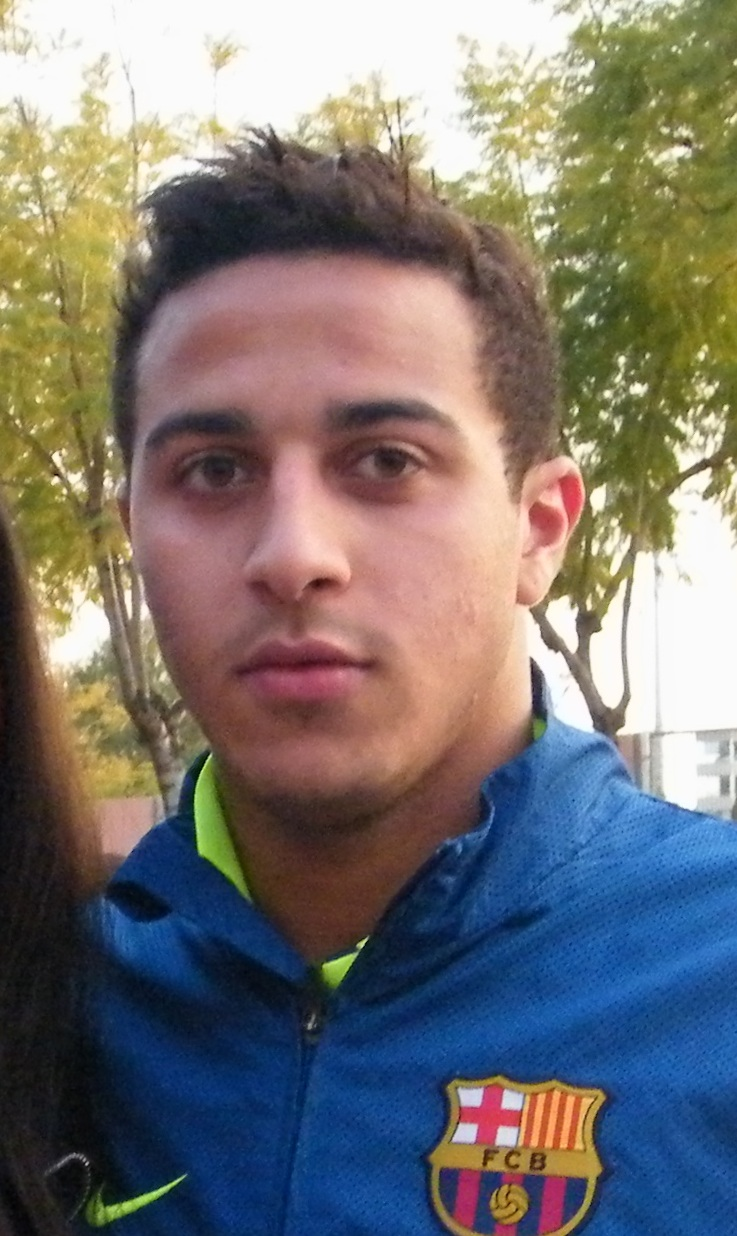
Thiago (middenvelder)
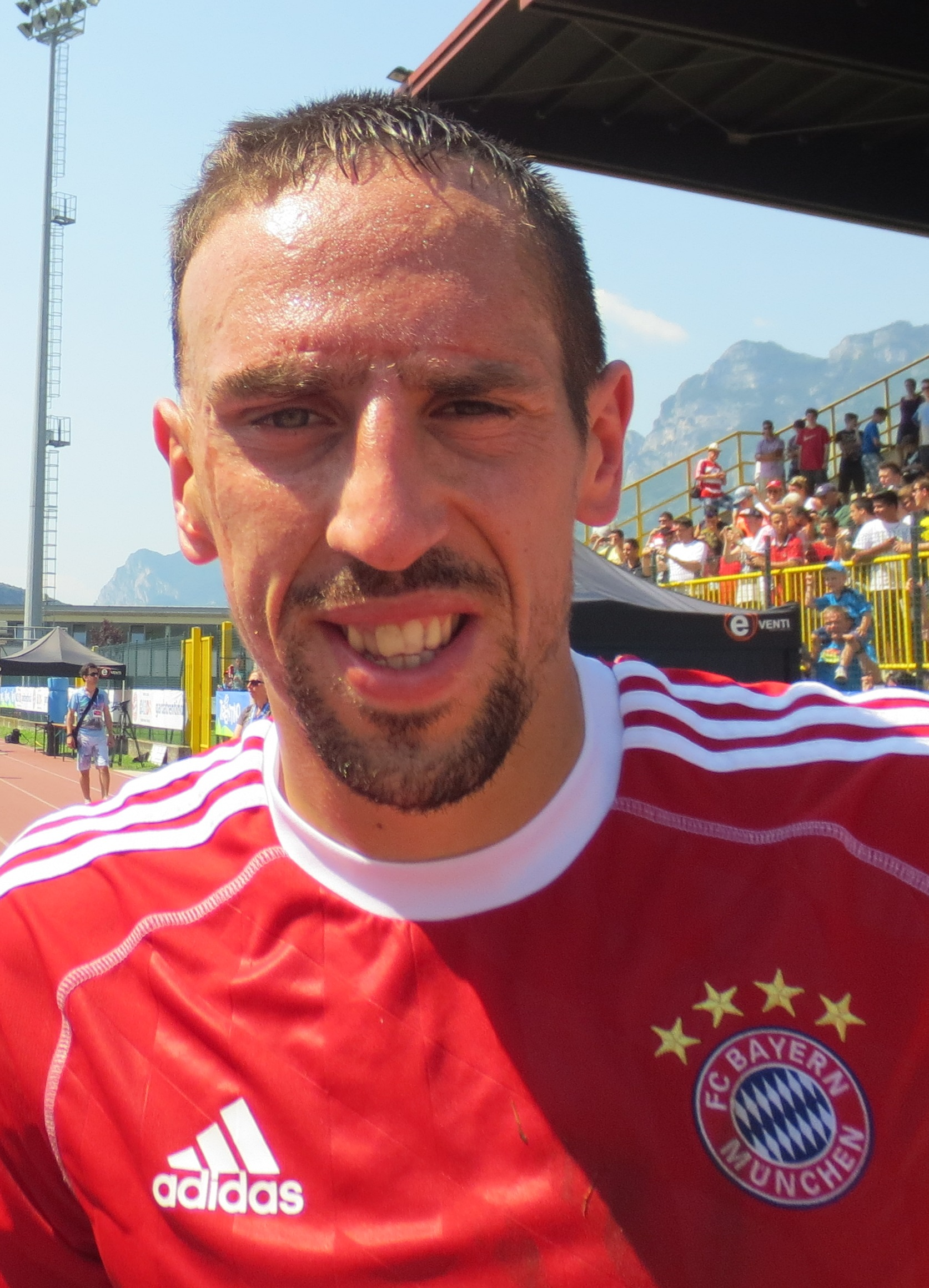
Franck Ribéry (aanvaller)
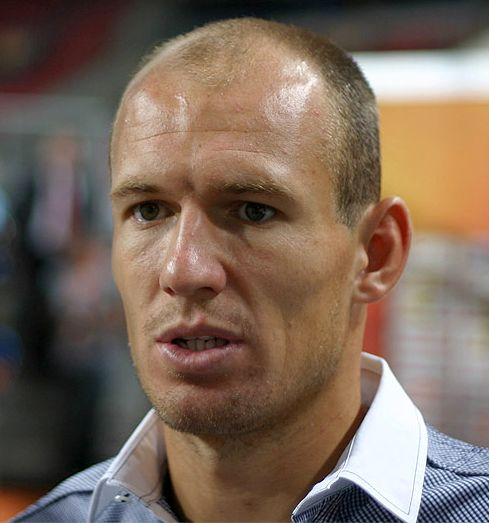
Arjen Robben (aanvaller)
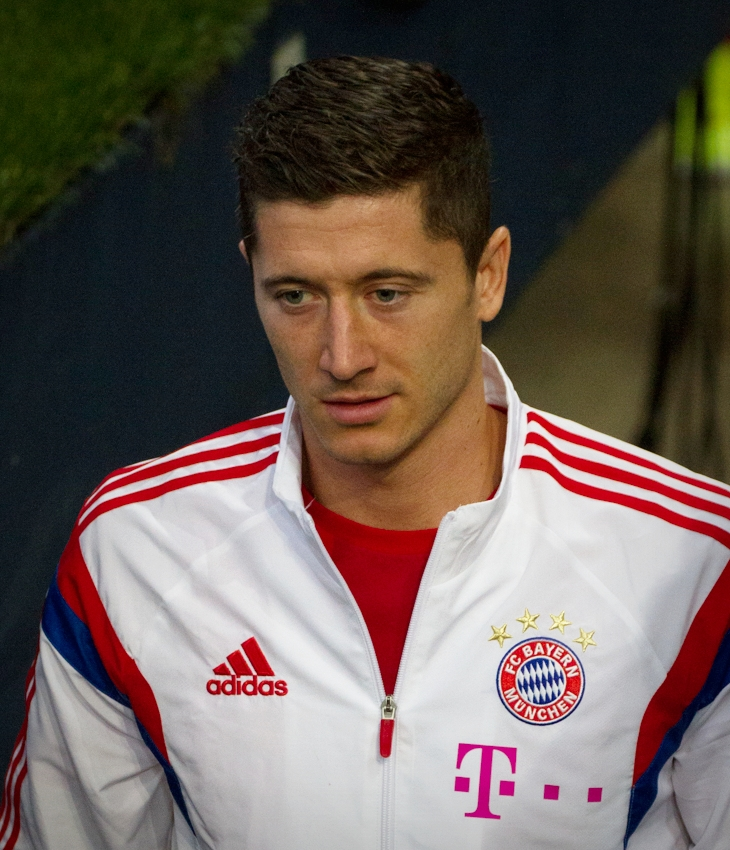
Robert Lewandowski (aanvaller)